# Schizosaccharomyces pombe
Schizosaccharomyces pombe — вид дріжджів, що розмножуються симетричним (бінарним) поділом, широко використовується як модельний організм.

## Опис
Schizosaccharomyces pombe — одноклітинний еукаріот, паличкоподібної форми. За розміром має приблизно від 2 до 3 мікрон в діаметрі і від 7 до 14 мікрон в довжину. S. pombe зазвичай зустрічається при спиртному бродіння цукру в субтропічних регіонах.
Організм був знайдений та описаний в 1893 році, коли група Лабораторії Асоціації пивоварів в Німеччині досліджувала осад від виготовлення просяного пива, імпортованого із Східної Африки, що мало сумнівний кислий смак. П. Лінднер був першим, хто описав Schizosaccharomyces pombe. За назву він вибрав слово «пиво» мовою суахілі, pombe. Цей організм був ідентифікований як дріжджі, і став відомим як дріжджі, що діляться, тому що це він відтворюється за допомогою симетричного поділу на відміну від брунькування у більшості інших дріжджів, зокрема пивних дріжджів Saccharomyces cerevisiae. Назва Schizosaccharomyces, від лат. Schizo- — «інший», «різний», вже використовувалося для опису інших видів, що діляться симетрично.

## Використання як модельного організму
Дослідження цього організму, включаючи секвенування генома, були важливими через те, що S. pombe — простий одноклітинний організм, який, проте, розділяє багато спільних рис з клітинами складніших еукаріотів. Дослідники ідентифікували багато генів S. pombe, пов'язаних з хворобами людини, зокрема кістозний фіброз, спадкову глухоту і діабет. Найбільша група генів, пов'язана із хворобами людини — 23 гена, залучені в утворення раку. Ці гени беруть участь в ремонті ДНК і регуляції клітинниго циклу — всі ці процеси впливають на підтримку стабільності генома. Ці відкриття дуже важливі, тому що дозволяють дослідникам більше дізнатися про еволюцію як одноклітинних, так багатоклітинних еукаріотичних організмів.
На підтвердження важливості досліджень цього організму свідчить той факт, що Пол Нерс,  отримав в 2001 році Нобелівську премію або фізіології і медицини (разом із Лі Гартвеллом і Тімом Гантом) за дослідження регулювання клітинного циклу та відкриття циклін-залежних кіназ, працюючи саме з S. pombe.

## Геном
S. pombe був шостим еукаріотичним організмом, чий геном був повністю секвенований. S. pombe має дуже малий і компактний для еукаріотів геном, що містить 13,8 мін. пар основ, 4824 гени, та розділений на 3 хромосоми: I (5,7 Mbp), II (4,6 Mbp) і III (3,5 Mpb). Це найменше число кодуючих білки генів серед усіх відомих еукаріотів. Всі 3 хромосоми — лінійні, але кругові хромосоми спостерігаються в деяких мутантах. Це відбувається, якщо S. pombe втрачає прості повтори на самих кінцях хромосом або субтеломені елементи, у цьому випадку хромосоми зливаються своїми кінцями, формуючі круглі хромосоми. Три центромери займають 35, 65 і 110 kbp відповідно на кожній хромосомі, залишаючи 12,5 унікальної послідовності.
4730 інтронів розподілені серед 43 % генів, максимум 15 інтронів в межах єдиного гена, 614 мають два або більше інтронів. Дослідження інтронів S. pombe важливі для розуміння їх виникнення та розповсюдження. Велике число інтронів забезпечує можливості для альтернативного сплайсінга, що дає кілька варіантів тих же самих білків, що важливо як у регуляторних шляхах, так і забезпечує збільшення кількості типів білків у клітині.
Відома цінність S. pombe для дослідження функцій генів, пов'язаних з хворобами людини. Гени цього організму кодують білки, що виробляють продукти схожі до 289 відомих білків, мутації або вилучення яких приводять до хвороб людини. 172 білків S. pombe мають схожість цими білками людини. Серед них 23 гени залучені у виникнення раку. Інші — залучені в хвороби обміну речовин (12 генів), неврологічі (13 генів), серцеві хвороби (1 ген) і хвороби нирок (1 ген).

## Структура клітини та метаболізм
S. pombe — хемоорганотроф, тобто використовує органічні сполуки як джерело енергії і не вимагає світла для росту. Ці організми — факультативні аероби, тобто можуть рости як за аеробними, так і за анаеробними умовами, крім того, фони проявляють бродіння за аеробними умовами за наявністю додаткового цукру. Спиртова гідрогеназа (ADH) каталізує редукування ацетальдегіду до етанолу на останньому кроці спиртного бродіння. Ця реакція пов'язана з окисленням NADH і забезпечує NAD+ для окислення гліцеральдегід-3-фосфата в процесі глуколізу. Тому, виробництво етанолу важливе для підтримання окислювально-відновлювального балансу в цитоплазмі.
S. pombe є природним ауксотрофом інозитолу. Інозитол важливий для росту всіх клітин еукаріотів, тому що він використовується для синтезу важливих мембранних фосфоліпідів, фсіногліпіду і глікозилфосфатиділінозитолу. Ці речовини грають важливу роль в шляхах передічі сигналів. Вважається, що S. pombe як ауксотроф інозитолу, тому що його природне оточення зазвичай містить велику кількість фітієвої кислоти, яка може використовуватися як джерело інозитолу за певними умовами.

## Екологія
S. pombe знаходять переважно в алкогольних напоях, і таким чином він не крає важливою ролі у природі. Проте, це — один з видів, що грають важливу роль в бродінні чайного гриба (Kombucha). Чайний гриб — це традиційний метод бродіння підсолоджуваного чаю, що залучає симбіоз дріжджів і оцтовокислих бактерій. Вивчення екології дріжджів в бродінні чайного грибу показує, що S. pombe легко вступає в симбіоз з іншими видами дріжджів (наприклад B. bruxellensis, C. stellata, T. delbrueckii і Z. bailii). S. pombe і інші дріжджі перероблюють цукор в чай на етанол, а етанол потім окисляють оцтовокислі бактерії, виробляючи оцтову кислоту. S. pombe важливий у суспільстві через його здатність терпіти високі концентрації цукру. Ізольовані S. pombe, T. delbrueckki і Z. bailii витримують концентрацію клюкози до 60 % і зазвичай використовуються в бродінні солодких і шампанських вин. Із течінням бродіння, види з низькою кислотною толерантністю поступово відмирають, S. pombe, з помірною толерантністю до кислих умов, через 10 день. Загалом, осмотолерантний S. pombe та інші починають бродіння чайного гриба, але процес закінчується іншими, толерантноми до кислоти видами.